# День крещения Киевской Руси — Украины
«День креще́ния Ки́евской Руси́ — Украи́ны» (укр. «День хрещення Київської Русі — України») — государственный праздник Украины, приуроченный к годовщине Крещения Руси, который отмечается ежегодно 28 июля.

## Утверждение праздника
«День крещения Киевской Руси — Украины» был учреждён 25 июля 2008 года, после того как третий президент Украины Виктор Андреевич Ющенко, «… учитывая значение православных традиций в истории и развития украинского общества, в поддержку инициативы Национального совета по вопросам культуры и духовности, Украинского фонда культуры, Украинской православной церкви, Украинской православной церкви Киевского патриархата, Украинской автокефальной православной церкви, общественности…» подписал Указ № 668/2008 «О Дне крещения Киевской Руси — Украины», который предписывает отмечать этот день каждый год двадцать восьмого июля, «в день памяти святого равноапостольного князя Владимира — крестителя Киевской Руси».
В 2009 году Виктор Ющенко, поздравляя соотечественников с «Днём крещения Киевской Руси — Украины», произнёс следующие слова:

«… этот праздник отмечаем в день Святого Владимира — одного из основателей и покровителей нашей государственности. Для нас этот день фиксирует и означает несколько принципиальных понятий. Это — преемственность тысячелетней истории Украины, нашей нации и государства. Это — неделимость Украинского народа и его единство вокруг идеи сильного государства и веры. Это — соборность всех украинцев и всех украинских земель вокруг родной государственной и духовной столицы — Киева. Это — большое присутствие Киева в мировой истории и его цивилизационное влияние на соседние земли и народы. Это — единство нашего государственного и духовного начала…»

«День крещения Киевской Руси — Украины» является рабочим днём, если, в зависимости от года, не попадает на выходной.

## Критика
Украинский историк-медиевист Пётр Толочко назвал оформление этого праздника на Украине попыткой вбросить в прошлое современную национально-государственную номенклатуру для обособления и сужения географии событий, имеющих принципиальное и объединяющее значение для всего восточнославянского мира.